# 프랑수아 톰발바예

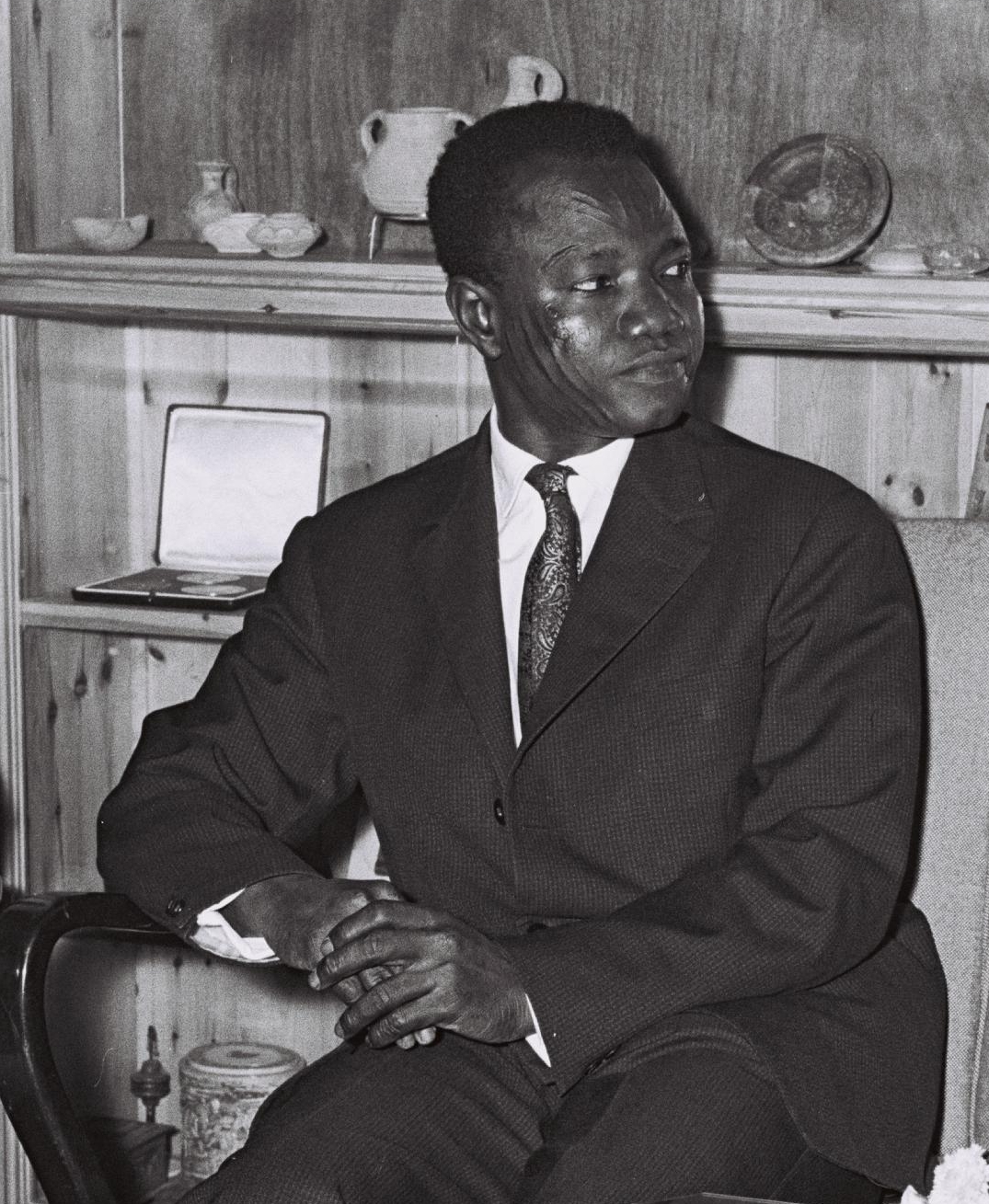
1959년 10월 이스라엘 내방 중

프랑수아 톰발바예(프랑스어: François Tombalbaye, 1918년 6월 15일~1975년 4월 13일)는 차드의 초대 대통령이다.
1918년 6월 15일 생으로 프랑스령 차드 남부의 모옌 샤리 주에서 태어났다. 그는 차드 남부 지역 5개주에서 유력한 사라 부족 출신이었다. 젊은 시절 모국의 교육시설 부족으로 인해 그는 콩고 공화국 수도 브라자빌에서 수학하여 교사가 되었다. 제 2차세계대전 동안에는 친나치 성향의 비시 프랑스 정부에 대항하여 자유 프랑스를 지원하였다.
이명으로 1973년부터 사망직전까지 은카르타 톰발바예(N'carta Tombalbaye)라고 불렸다. 그는 교사였으며 무역연맹 운동가로 차드 공화국의 초대 대통령이었다. 차드 식민정부 총리이며 당시 여당이던 차드 진보당의 당수로서 톰발바예는 1960년 8월 11일 독립 이후 국가 원수로 임명되었다. 그는 독재자였으며 1975년 암살로 인해 실각했다. 톰발바예는 1959년 차드 진보당의 당수직을 인수했고 차드 식민정부를 이끌기 시작했다. 그는 1960년 8월 11일 차드의 공식 독립 당시 국정을 운영하고 있었으므로 초대 내각의 수반으로 임명되었다.
톰발바예는 차드의 남부와 북부 양쪽의 진보세력의 연합을 꾀했고 보수 이슬람 세력을 몰아내었다. 독립 이후 그는 독재정치 성향을 보였으며 그가 속한 정당인사이든 야당인사이든 자신에게 반대하는 인사들은 모두 제거했다 또한 정당자체를 금지해버렸다. 1963년 톰발바예는 반정부시위에 대한 대응으로 의회를 해산했다. 그는 프랑스계 공무원들을 경험이 부족하고 무능력한 현지인으로 대체하여 행정부처의 민족화를 실시하였다. 국가 대출이라는 것을 강요하여 세금을 더 많이 부과해서 이 조직 민족화를 뒷받침 했다.
1968년 10월 톰발바예는 미국 대통령 린든 존슨의 초청을 받아 백악관으로 초대되었다. 존슨 대통령과의 대화를 통해 텍사스 등지를 여행하였고 텍사스 공대 소속 국제 건조&반건조지대 연구센터의 여러 연구원들과 회동하였다.
톰발바예의 아프리카화 정책은 이슬람교 위주의 북부의 많은 인구와는 상반되는 정책으로 실패했다. 당시 북부의 이슬람 지도자들은 차드의 독립은 단지 서강세력에서 남부 기독교 세력으로의 권력이양으로밖에 보이지 않았기 때문이다. 1965년 11월 1일 게라 주에서 폭동이 일어나 500여 명이 사망했다. 이 사건을 시작으로 북부를 포함 나라 중심부에까지 엄청난 파장을 불러일으켜 왔으며 차드의 주변국인 리비아와 수단까지 가세하게 되었다. 이 시기 가장 유명했던 운동은 바로 차드 민족해방전선으로 수단에 그 본부를 두고있었다. 민족해방전선이 내분과 분열으로 와해에 이르렀다고는 했지만 아직 톰발바예의 독재정치에 대항할 정도의 세력을 갖추고 있었다. 톰발바예는 독립 당시 양국 간의 협정을 들먹여 프랑스에 도움을 요청하였다. 프랑스는 이에 응하여 내전에 개입하였으나 톰발바예에게 몇가지 조건을 제시하였다. 군,내각,공무원 조직의 개편과 톰발바예 자신의 독자적인 과세법의 폐지세금징수가로서의 국가 내 전통적 이슬람 지도자들의의 권한 복구(수입의 10%를 이슬람 지도자들이 걷는 차드의 전통적인 인두세) 톰발바예는 이에 동의하였고 차드 공화국은 점차적인 자유민주화 과정에 돌입하게 된다. 1969년 대선 당시 수백명의 정치범들이 석방되었긴 했지만 대선후보 명단에는 여전히 톰발바예 혼자밖에 볼 수 없었다.
자유민주화의 바람은 여기서 그치지 않아 1971년에 또 한 차례 불게 된다. 톰발바예가 차드진보당 총회에서 자신의 옛 과오를 인정하는 연설을 하게 된 것이다. 내각 개편을 위한 여러 정책이 단계적으로 도입되었고
북부의 이슬람민족의 다수 또한 그의 신 내각의 인사로 대거 등용되었다. 질서가 회복되는 듯했고 프랑스는 다시 한 번 차드에서 물러났다. 그러나 이러한 진보는 1971년 8월 다시 중단되고야 만다. 쿠데타 음모가 발각되었고 리비아의 지도자 무아마르 알 카다피 대령이 배후에 있다는 사실이 드러났기 때문이다. 톰발바예는 황급히 리비아와의 모든 국교관계를 전면적으로 차단했고 반 카다피 세력에 차드 공화국 내에서 활동할 권한을 허락하였다. 이에 반하여 카다피는 반 톰발바예 성향의 차드 민주해방전선의 잔여 세력을 공식적으로 인정했고 계속해서 활동할 수 있도록 갖가지 원조를 지원했다.
그러는 동안 톰발바예의 가장 큰 지지세력인 남부에서는 학생들의 시위에 대응하여 당시 명망높았던 참모총장인 자크 두므로를 해임하고 펠릭트 말룸 대령을 신임하였다. 차드는 가뭄으로 큰 피해를 입었고 톰발바예는 정치범 석방을 약조했던 정책을 전면 폐지하였다. 1972년 말경 천여 명이 넘는 정치범들이 체포되었고 톰발바예는 아랍 세계를 향한 새로운 접근을 시도했다. 바로 차드 민족해방전선에 대한 리비아의 지원을 대폭 감소하도록 노력하며 또 세력 내부분열을 선동하는 것이었다.
그러나 톰발바예는 그의 내각을 불신임하여 늘 불안해했다. "검은 양 음모"라고 알려진 사건을 통하여 주술과 마력을 써 그를 축출하려고 시도했다고 주장하여 신임 참모총장 말룸 대령을 포함하여 여당의 주요 인사들을 체포하였다. 이 검은 양 음모라는 것은 체포당사자들이 톰발바예 축출을 위한 주술의식 때 제물로 바친 것이 검은 양이었기 때문에 이러한 명칭이 붙여졌다고 한다.
그 해 8월 톰발바예는 차드진보당을 해산하여 "문화사회혁명 민족운동"이라는 정당으로 대체했다. 오탕티시떼(authenticité; 정통성) 정책이라는 그럴 듯한 명분 아래 신 정당은 서구의 문물을 버리고 아프리카화를 공고히 했다. 수도였던 포르 라미(Fort-Lamy)를 은자메나로 개명하고 톰발바예 자신도 그의 이름인 프랑수아를 은카르타로 바꾸었다. 기독교는 탄압당했고 선교사들은 국외로 추방당했으며 16세에서 50세 사이의 모든 비이슬람계 남성 공무원과 군인은 진급을 하기 위해서는 "욘도"라는 전통 의식을 의무적으로 치뤄야했다. 그러나 이 욘도라는 의식은 차드의 여러 부족 중 하나이며 톰발바예 자신이 속해있는 부족인 "사라" 부족에게서만 볼 수 있는 의식이었으며 심지어 부족 내에 두루 퍼져있는 신앙이 아니라 부족 내 소수 분파에게서만 찾아 볼 수 있었다는 점에서 기독교인들을 포함 모든 국민들에게는 억지스러운 이방문화로서 받아들여져 국가 전체를 포용할 수는 없었다.
이 시기 전 아프리카에 가뭄이 악화되었기 때문에 경제침체를 개선하기 위한 수단으로 차드 국민들은 목화 생산관련 작업에 "자발적"으로 참여하도록 강요되었다. 기독교계 남부에서의 톰발바예 지지율은 급락했고 급기야 톰발바예는 군대 내 진급과 강등을 제멋대로 처리하여 많은 불만을 야기했다. 불만이 고조될 대로 고조된 1975년 4월 13일 반역죄로 여러 군 지도자들이 체포되었고 이것을 필두로하여 일단의 군인들이 들고 일어나 톰발바예를 총살하고 전 참모총장이자 톰발바예의 정적이었던 펠릭스 말룸 장군을 새로운 내각 수반으로 내세웠다.

## 역대 선거 결과
| 선거명      | 직책명        | 대수 | 정당        | 득표율  | 득표수      | 결과 | 당락 |
| ----------- | ------------- | ---- | ----------- | ------- | ----------- | ---- | ---- |
| 1962년 선거 | 차드의 대통령 | 1대  | 차드 진보당 | 100.00% | 85표        | 1위  |      |
| 1969년 선거 | 차드의 대통령 | 1대  | 차드 진보당 | 100.00% | 1,556,113표 | 1위  |      |